# Richard Heuberger
Richard Franz Joseph Heuberger (18 de Junho de 1850 - 28 de Outubro de 1914) foi um compositor de óperas e operettas, crítico de música e professor austríaco.

## Vida
Heuberger nasceu em Graz. Ele inicialmente estudou engenharia, mas em 1876 ele mudou seu curso para música. Ele estudou no Conservatório de Graz (onde estudou com Robert Fuchs) e posteriormente transferiu-se para Viena, onde ele eventualmente tornou-se maestro do coral da Wiener Akademischer Gesangverein, maestro da Wiener Singakademie, diretor da Wiener Männergesang-Verein e professor no Konservatorium der Stadt Wien. Heuberger escreu muitas óperas, balés, trabalhos para coral e músicas. Sua obra mais conhecida é a operetta Der Opernball, que ele compôs em 1898.
Ele lecionou no Conservatório de Viena em 1902. Um de seus alunos foi o célebre maestro Clemens Krauss.

## Trabalhos

### Operetas
- Der Opernball (1898)
- Ihre Excellenz (1899)
- Der Sechsuhrzug (1900)
- Das Baby (1902)
- Der Fürst von Düsterstein (1909)
- Don Quixote (1910)

### Óperas
- Abenteuer einer Neujahrsnacht (1886)
- Manuel Venegas (1889), revisado como Mirjam, oder Das Maifest (1894)
- Barfüssele (1905)

### Balés
- Die Lautenschlägerin (1896)
- Struwwelpeter (1897)